# Thomas Willing
Thomas Willing (Filadelfia, 19 dicembre 1731 – Filadelfia, 19 gennaio 1821) è stato un politico e banchiere statunitense.

## Biografia
Thomas era il figlio di Charles Willing, per due volte sindaco di Filadelfia, e di sua moglie, Anne Shippen, nipote di Edward Shippen, che fu il secondo sindaco di Filadelfia.
Thomas completò gli studi preparatori a Bath e studiò legge a Londra.

## Carriera
Nel 1749, dopo aver studiato all'estero, tornò a Filadelfia, dove si dedicò al commercio, tra cui la tratta degli schiavi, in collaborazione con Robert Morris, fino al 1793.

### Carriera politica
Membro del consiglio comune nel 1755, divenne un consigliere comunale nel 1759. Il 2 ottobre 1759 divenne un membro della corte di giustizia e della corte di appello il 28 febbraio 1761. Willing divenne poi sindaco di Filadelfia nel 1763. Nel 1767, l'Assemblea della Pennsylvania, con il consenso del Governatore Thomas Penn, lo nominò giudice della Corte suprema.
Fu membro del comitato di corrispondenza nel 1774 e del comitato di sicurezza nel 1775. Come membro del Congresso continentale (1775-1776), votò contro la Dichiarazione di Indipendenza. In seguito, tuttavia, sottoscrisse £ 5.000 per la causa rivoluzionaria.

### Banchiere
Dopo la guerra, divenne presidente della Banca del Nord America (1781-1791), precedendo John Nixon, e poi il primo presidente della Banca degli Stati Uniti d'America (1791-1807). Nell'agosto 1807, subì un lieve ictus e si dimise per motivi di salute come presidente della banca nel novembre successivo.

## Matrimonio
Nel 1763, Willing sposò Anne McCall (1745-1781), figlia di Samuel McCall. Ebbero tredici figli, tra cui:
- Ann Willing (1764–1801), sposò William Bingham[7];
- Thomas Mayne Willing (1767–1822), sposò Jane Nixon[2];
- Elizabeth Willing (1768–1858), sposò William Jackson[2];
- Mary Willing (1770–1852), sposò Henry Clymer[2];
- Dorothy Willing (1772–1842), sposò Thomas Willing Francis[2];
- George Willing (1774–1827), sposò Rebecca Harrison Blackwell[2];
- Richard Willing (1775–1858), sposò Eliza Moore[2];
- Abigail Willing (1777–1841), sposò Richard Peters[2].

## Morte
Morì il 19 gennaio 1821 a Filadelfia. Fu sepolto al Christ Church Burial Ground.